# Werbka (obwód tarnopolski)
Werbka (ukr. Вербка) – wieś na Ukrainie w obwodzie tarnopolskim, w rejonie czortkowskim.
Do 2020 w rejonie monasterzyskim.
Pierwsza wzmianka o miejscowości pochodzi z 1485 r.
Przynależność administracyjna przed 1939 r.: gmina Koropiec, powiat buczacki, województwo tarnopolskie. 
W latach 1944–1945 nacjonaliści ukraińscy z OUN - UPA zamordowali tu łącznie 21 Polaków.
Kościół parafialny pw. Najświętszego Serca Jezusa w Werbce z lat 1920-30, wzniesiony na działce podarowanej przez Stefana Badeniego. Zamknięty i zamieniony na magazyn w 1945 r., obecnie w stanie ruiny. 